# Menestreau
Menestreau é uma comuna francesa na região administrativa de Borgonha-Franco-Condado, no departamento Nièvre. Estende-se por uma área de 18,67 km². Em 2010 a comuna tinha 113 habitantes (densidade: 6,1 hab./km²).